# Dąbrowa (rejon czortkowski)
Dąbrowa (ukr. Діброва, Dibrowa) – wieś na Ukrainie, w obwodzie tarnopolskim, w rejonie czortkowskim, w hromadzie Koropiec. W 2001 roku liczyła 356 mieszkańców.
Do 2020 w rejonie monasterzyskim.